# Capitania de Bissau
La capitania de Bissau fou una entitat administrativa colonial portuguesa a Guinea del Cap Verd, avui Guinea Bissau. Depenia del governador del Cap Verd.
El 1686 els caputxins d'origen català van fer el primer manifest contra l'esclavatge a Bissau, a Guinea, on havien establert una missió. El 1687 es va fundar la factoria de Bissau, dependent de la capitania de Cacheu. El 1695 es va construir el fort de Nossa Senhora de Conceiçao a Bissau i el rei local Becampolo Có fou batejat a l'any següent pels franciscans i va agafar el nom de Dom Pedro (31 de gener de 1696); va morir el 5 de febrer i el va succeir Incinha Té. José Pinheiro fou nomenat capitão-mor de Bissau i es va construir l'església de Nossa Senhora da Candelária; Farim va esdevenir un presidi.
Els pepels de Bissau i els mandings de Farim es van revoltar contra els portuguesos el 1697. L'any següent el rei Incinha Té va arrestar a José Pinheiro que fou maltractat i finalment va morir presoner. Rodrigo de Oliveira Da Fonseca fou nomenat capità de Bissau però el 1700 els portuguesos van abandonar Bissau i es van retirar a Cacheu; només va quedar el fort que fou destruït pels mateixos portuguesos el 1707, els quals es van emportar l'artilleria a Cacheu.
La capitania va deixar d'existir entre 1707 (de fet des de 1700) i 1753.
El 1753 els portuguesos van retornar a Bissau i van restablir la capitania i van hissar també la seva bandera a Bolama a les illes Bijagós. Nicolau de Pina Araújo fou nomenat capità de Bissau. El 1765 es va començar a construir la fortalesa de São José de Bissau que es va acabar el 1775 i va costar la vida a milers de treballadors esclaus portats des de les illes de Cap Verd, per malalties i per sobre-esforç. Els soldats de la fortalesa es van amotinar el 1783 i el comandant José António Pinto va haver de fugir a Geba. El 1792 l'anglès Phillip Beaver es va establir a Bolama sense permís dels natius; els anglesos foren atacats, alguns capturats i canviats per un rescat equivalent al preu normal dels esclaus; els anglesos van abandonar Bolama l'any següent.
El 1803 el comandant de la fortalesa de Bissau João das Neves Leão va morir enverinat pels seus soldats. Entre 1824 i 1825 els portuguesos de Bissau es van enfrontar als pepels. El 1827 vaixells de la Royal Navy van ocupar Bolama on van trobar centenars d'esclaus que foren portats a Freetown. El 1830 els portuguesos van reocupar militarment Bolama. El 1832 es va crear la prefectura de Cap Verd i la Costa de Guinea (amb els districte de illes del Cap Verd i Costa de Guinea); el districte de Costa de Guinea tindrà com a capital a Bissau

## Capitans majors (capitão mor)
- 1692 - 1694 José Pinheiro da Câmara (capità de Cacheu)
- 1694 - 1696 Santos de Vidigal Castanho (capità de Cacheu)
- 1696 - 1699 José Pinheiro da Câmara
- 1699 - 1707 Rodrigo Oliveira da Fonseca 
  - 1707 – 1753 abandonada
- 1753 - 1756? Nicolau de Pina Araújo
- 1757 - 1759 Manuel Pires
- 1759 - 176? Duarte José Róis
- 1763 - 176? Filipe José de Souto-Maior
- 1766 - 1775 Sebastião da Cunha Souto-Maior
- 1775 - 1790 Inácio Xavier Baião (interí fins al 8 d'abril de 1775, després titular)
- 1790 - 1792? Alexandre Manuel
- 1792 - 1793 Domingos de Veiga Escórcio (interí)
- 1793 José António Pinto
- 1793 Domingos de Veiga Escórcio (segona vegada, interí)
- 1793 - 1799 José António Pinto (segona vegada)
- 1799 - 1800 João das Neves Leão
- 1800 - 1802 José Calazans Pereira de Sousa Pinto
- 1803 - 1804 António Cardoso de Faria
- 1804 - 1805 António Cardoso de Figueiredo e Melo
- 1805 - 1811 Manuel Pinto de Gouveia
- 1811 - 1815 António Cardoso de Figueiredo e Melo (segona vegada)
- 1815 - 1823 João Higino Curvo Semedo
- 1823 - 1825 Joaquim António de Matos
- 1825 - 1826 Domingos Alves de Abreu Picaluga
- 1826 - 1827 Joaquim António de Matos
- 1827 - 1829 Francisco José Muacho
- 1829 – 1830 Caetano José Nozolini
- 1830 - 1834 Joaquim António de Matos (tercera vegada), des de 1832 governador de Bissau

### Governadors de Bisssau i de Costa de Guinea
- 1835 Caetano José Nozolini (segona vegada, interí)
- 1835 João José Antonio Frederico
- 1835 - 1836 Joaquim António de Matos (quarta vegada, interí)
- 1836 - 1837 João Eleutério da Rocha Vieira
- 1837 José Antonio Ferreira de Martins
- 1837 – 1839 Honório Pereira Barreto
- 1839 - 1840 José Gonçalves Barbosa
- 1840 - 1841 Honório Pereira Barreto (segona vegada)
- 1841 - 1842 José Paulo Machado
- 1842 Alois da Rola Dziezaski
- 1842 - 1843 António Tavares da Veiga Santos
- 1843 Antonio José Torres
- 1843 - 1844 José Maria Coelho
- 1844 - 1845 Alois da Rôla Dziezaski (segona vegada)
- 1845 - 1847 Joaquim de Azevedo Alpoim
- 1847 - 1848 Carlos Maximiliano de Sousa
- 1848 - 1850 Caetano José Nozolini (tercera vegada)
- 1850 - 1851? Nicolau Monteiro de Macedo (interí)
- 1851 - 1852? Alois da Rôla Dziezaski (segona vegada)
- 1852 Libánio Evangelista dos Santos
- 1852 - 1853 José Maria Lôbo de Ávila
- 1853 Francisco Alberto de Azevedo (interí)
- 1853 Diogo Maria Morais
- 1853 José Maria Correia da Silva
- 1853 – 1854 Honório Pereira Barreto (tercera vegada)
- 1854 Pedro Henriques Romão Ferreira
- 1855 - 1858 Honório Pereira Barreto (quarta vegada)
- 1858 António Pereira Mousinho de Albuquerque Cota Falcão
- 1858 João José Corsino Peres (interí)
- 1858 - 1859 Honório Pereira Barreto (cinquena vegada)
- 1859 -1860 João José Corsino Peres (segona vegada, interí)
- 1860 - 1862 António Cândido Zagalo
- 1862 - 1863 António Maria Maurity (interí)
- 1863 - 1868 Joaquim Alberto Marques
- 1868 Bernardo José Moreira
- 1868 - 1869 Manuel Fortunato Meira
- 1869 – 1871 Álvaro Teles Caldeira
- 1871 - José Xavier do Crato (interí)
- 1871 - 187? Joaquim Alberto Marques (segona vegada)
- 1877 - 1879 António José Cabral Vieira